# Да не опустится тьма
«Да не опустится тьма» (англ. Lest Darkness Fall) — фантастический роман Лайона Спрэга де Кампа, представляющий собой один из ранних образцов жанра альтернативной истории. Впервые был опубликован в 1939 году в журнале, первое отдельное издание вышло в 1941 году.

## История публикаций
Впервые книга была опубликована как рассказ в журнале Unknown в декабре 1939 года. В полном объёме роман был опубликован издателем Henry Holt and Company в 1941 году, а переиздавались далее в 1949 и 1955 годах. Первое британское издание было опубликовано в твёрдом переплете издательством Heinemann в 1955 году. Первое издание в мягкой обложке было опубликовано Pyramid Books в феврале 1963 года, а затем оно же переиздавалось в августе 1969 года. В 2005 роман вошёл в авторский сборник «Years in the Making: The Time-Travel Stories of L. Sprague de Camp».

## Сюжет
Американский археолог Мартин Пэдуэй неизвестным образом попадает из фашистской Италии 1938 года в Рим 535 года, когда Италия ещё была под властью остготов. Освоившись в этом непривычном мире на стыке Античности и Средневековья, он становится успешным предпринимателем, «изобретая» рецепт бренди, арабские цифры, печатный станок и семафорную телеграфную связь. Решив первостепенные проблемы, Пэдуэй решается применить все свои познания в истории, чтобы предотвратить завоевание Италии византийцами, которое закончилось бы в итоге окончательным приходом Тёмных веков. Он спасает свергнутого короля Теодахада, помогает вернуть ему власть и занимает должность квестора. Организовав армию и применив неизвестную в эти времена тактику, Пэдуэй помог готам разбить армию Велизария (в итоге присоединившегося к остготам), а затем отбился и от второго нападения византийцев. В результате государство остготов устояло, а Италия была спасена от длительной разрушительной войны и последующего вторжения ломбардов.

## Приём критиков
Бучер и Маккомас похвалили роман как «остроумную вариацию на тему „Янки из Коннектикута…“, выделяющуюся своими познаниями о готском Риме». Альгис Будрис назвал его «изумительным», оценив роман как «возможно, лучшую книгу, написанную Де Кампом». Питер Миллер писал, что «после „Машины времени“ Уэллса это, вероятно, лучший роман о путешествиях во времени из всех написанных».